# حكاية أمير حمزة
حكايات أمير حمزة هو عمل أدبي ماليزي يروي قصة البطل بالاسم أمير حمزة. هذا الكتاب هو أحد الحكايتين المذكورتين في تاريخ ملايو كإحدى الحكايتين اللتين استخدمتا لتشجيع المحاربين الملايو في قتالهم ضد الغزاة البرتغاليين في ملقا عام 1511.
كُتبَت المخطوطات في الأصل باللغة الملايوية الكلاسيكية على ورق تقليدي بالخط الجاوي القديم.
حكايات أمير حمزة كتبها في الأصل كاتب فارسي بعنوان قصي أمير حمزة أو حمزة نامه. وقد تُرجمت إلى العربية باسم سيرة الأمير حمزة.
وفي وقت لاحق، ربما في القرن الخامس عشر، نُقلَت من الهند إلى ملقا أثناء سلطنة ملقا وتُرجم إلى اللغة الملايوية بالخط الجاوي. ومع ذلك، فإن النص الملايوي جاء مباشرة من الفارسية، وخاصة لأنه يحافظ على هوية الأمير حمزة باعتباره عم النبي. نُشرَت طبعة بالخط اللاتيني من أ. صمد أحمد، استنادًا إلى نصين في مجموعة ديوان اللغة والبوستاكا [الإنجليزية]
.
تُوجد المخطوطات أيضًا في لغات أخرى، مثل الجاوية مثل سراط مناك، والسوندية مثل أمير حمجة، والبوقيسية، والبالية، والأتشيهية، والتركية، والهندية. تُعرض القصة في مسرح العرائس الظلية الساساك (وايانج ساساك)، ومسرح العرائس العصا السونداني (وايانج جوليك) وفي عروض إندونيسية تقليدية أخرى.

## قراءة إضافية
- موسوعة ماليزيا: اللغات والأدب، تحرير البروفيسور داتو الدكتورة أسماء حاج عمر (2004)(ردمك 981-3018-52-6)

## روابط خارجية
- مشروع التوافق اللغوي الملايوي
- أكسارا: مرور النصوص الملايوية.
- سيري واريسان ساسترا كلاسيك: حكايات أمير حمزة إديسي Ke2